# アン・パッカー
アン・パッカー (Ann Elizabeth Packer、1942年3月8日 - )は、イギリスの陸上競技選手。1964年東京オリンピック女子800mの金メダリストである。

## 人物
1942年3月8日、オックスフォードシャー出身。
パッカーは、東京オリンピックの400mの優勝候補と見られていた。しかし、オリンピック決勝では、52秒2のヨーロッパ新記録を樹立したにもかかわらず オーストラリアのベティ・カスバートに敗れてしまう。がっかりした彼女は800mに挑戦することとした。彼女は実は過去800mを5回しか走ったことがなかった。800mの予選、準決勝ではともにフランスのマリボンヌ・デュビュリエに敗れていた。
決勝では、最後方の位置からスタートし、1周目を終わったところでは6位であった。デュビュリエの後ろに付いたまま600mを3位で通過。最終コーナーを回ってから、彼女は優れたスプリント能力で先頭に立ち、金メダルを獲得した。
彼女は、1962年のヨーロッパ選手権では4×100mの選手として、銅メダルを獲得している。国際大会で100mから800mまでこなした数少ない選手であった。
東京オリンピック当時、同じイギリスの陸上代表選手であるロビー・ブライトウェルと婚約していた。800m決勝でゴールした直後、フィールドにいたブライトウェルのもとにパッカーが駆け寄り、抱擁する姿は市川崑監督による記録映画にも収録されている。東京オリンピック後にパッカーは現役引退を表明し、同年12月にブライトウェルと結婚した。パッカーは3人の男児をもうけ、そのうち2人は長じてマンチェスター・シティFCの選手となった。また、1965年には夫婦揃ってMBEに叙されている。

## 主な実績
| 年   | 大会                 | 場所                         | 種目         | 結果 | 記録   |
| ---- | -------------------- | ---------------------------- | ------------ | ---- | ------ |
| 1962 | ヨーロッパ陸上選手権 | ベオグラード(ユーゴスラビア) | 4×100mリレー | 銅   | 44.9   |
| 1964 | オリンピック         | 東京(日本)                   | 400m         | 銀   | 52.20  |
| 1964 | オリンピック         | 東京(日本)                   | 800m         | 金   | 2:01.1 |